# Bourne End (Buckinghamshire)
Pour les articles homonymes, voir Bourne End.
Bourne End est un village situé dans le Buckinghamshire, en Angleterre. Sa population est de 5 320 habitants. Elle est jumelée avec Octeville-sur-Mer (France) depuis 2003.